# 879. grenadirski polk (Wehrmacht)
879. grenadirski polk (izvirno nemško 879. Grenadier-Regiment; kratica 879. GR) je bil pehotni polk Heera v času druge svetovne vojne.

## Zgodovina
Polk je bil ustanovljen 12. marca 1943 kot okrepljeni grenadirski polk. 1. aprila je bil polk preimenovan v 576. grenadirski polk.